# Natri
Natri (bắt nguồn từ tiếng Tân Latinh: natrium; danh pháp IUPAC: sodium; ký hiệu hóa học: Na) là một nguyên tố hóa học thuộc nhóm kim loại kiềm có hóa trị một trong bảng tuần hoàn nguyên tố với số nguyên tử bằng 11 và nguyên tử khối bằng 23. Đây là một kim loại mềm, màu trắng bạc và hoạt động mạnh; natri chỉ có một đồng vị bền là 23
Na. Kim loại natri nguyên chất không tồn tại trong tự nhiên, do đó con người phải điều chế natri kim loại từ các hợp chất của natri. Natri là nguyên tố phổ biến thứ 6 trong vỏ Trái Đất và có mặt trong nhiều loại khoáng vật như felspat, sodalit và đá muối (NaCl). Phần lớn muối natri là những hợp chất hòa tan tốt trong nước: các ion natri trong các hợp chất đó bị rò rỉ do hoạt động của nước nên chlor và natri là các nguyên tố hòa tan phổ biến nhất theo khối lượng trong các vùng biển trên Trái Đất.
Natri được Humphry Davy cô lập đầu tiên năm 1807 bằng cách điện phân natri hydroxide. Một trong nhiều hợp chất natri được sử dụng rộng rãi bao gồm natri hydroxide dùng để sản xuất xà phòng hay natri chloride dùng làm muối ăn hoặc là chất tan băng (đây cũng là một chất dinh dưỡng thiết yếu). Natri được phân loại là một khoáng chất vô cơ trong khẩu phần ăn do đây là một chất thiết yếu đối với động vật.
Natri là một nguyên tố thiết yếu với tất cả động vật và một số loại thực vật. Natri là ion kim loại chính trong dịch ngoại bào, từ đó đóng vai trò quan trọng trong áp suất thẩm thấu và thể tích khoang dịch ngoại bào. Tế bào động vật bơm ion natri ra ngoài bằng cơ chế bơm natri–kali, một phức hợp enzyme trong màng tế bào, nhằm duy trì nồng độ ion natri bên ngoài cao gấp khoảng mười lần so với bên trong. Natri cũng đóng vai trò quan trọng trong việc vận hành tế bào thần kinh thông qua một quá trình mang tên điện thế hoạt động.

## Tính chất

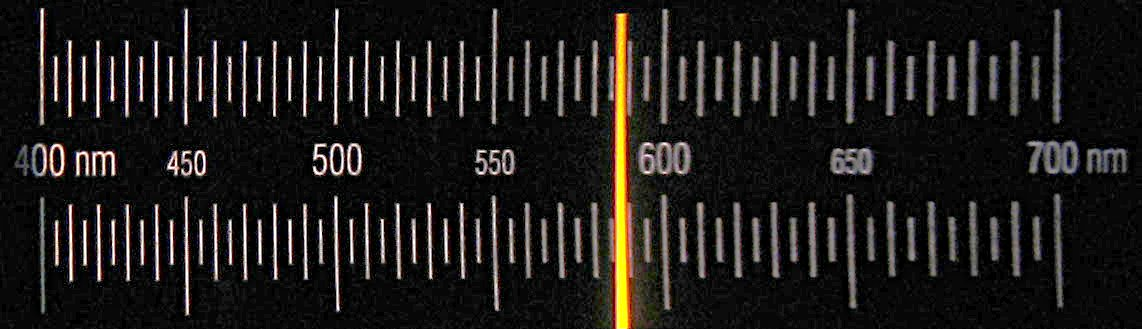
Quang phổ vạch của natri thể hiện đường D.

### Tính chất vật lý
Natri ở điều kiện nhiệt độ và áp suất tiêu chuẩn là một kim loại mềm có thể bị cắt dễ dàng bằng dao, màu bạc, khi bị oxy hóa chuyển sang màu trắng xám trừ khi được cất giữ trong dầu hoặc khí trơ. Natri là một chất dẫn nhiệt và điện tốt. Vì khối lượng nguyên tử nhỏ và bán kính phân tử lớn, natri là kim loại có khối lượng riêng thấp thứ ba trong số các kim loại nguyên tố và là một trong ba kim loại duy nhất có thể nổi trên mặt nước, hai kim loại còn lại là lithi và kali.
Điểm nóng chảy (98 °C) và điểm sôi (883 °C) của natri thấp hơn so với lithi nhưng cao hơn so với các kim loại kiềm nặng hơn, như kali, rubidi và caesi. Các tính chất này thay đổi rõ rệt khi tăng áp suất: ở 1,5 Mbar, màu sắc thay đổi từ bạc sang đen; ở 1,9 Mbar, natri trở nên trong, có màu đỏ; ở 3 Mbar, natri là chất rắn trong suốt không màu. Tất cả các đồng phân ở áp suất cao này là chất cách điện và electride.

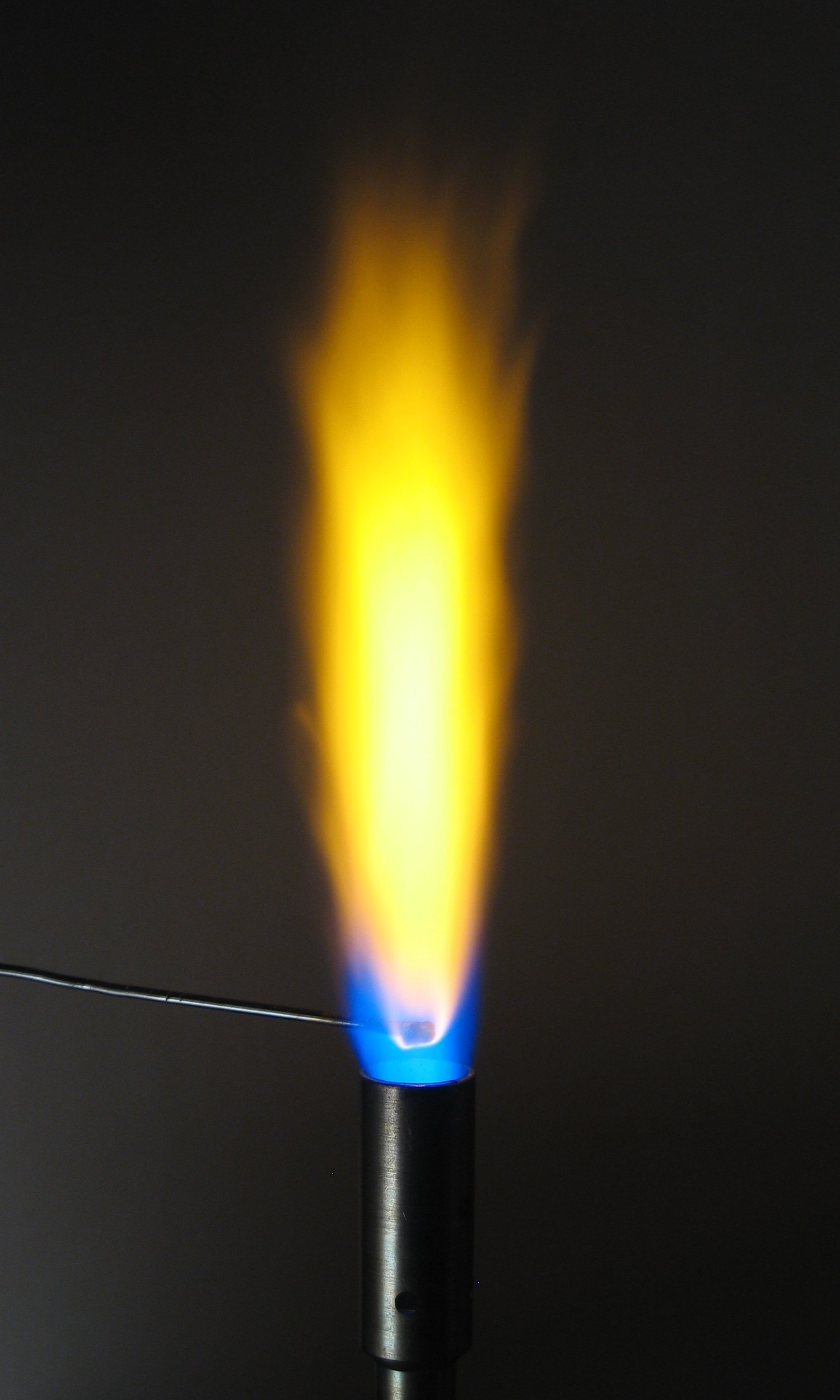
Thí nghiệm ngọn lửa chủ động với natri cho ánh sáng màu vàng.

Khi natri hoặc các hợp chất của natri cháy, ngọn lửa có màu vàng do các electron ở lớp 3s của natri bị kích thích phát ra photon khi electron nhảy từ phân lớp 3p trở về phân lớp 3s. Bước sóng của các photon này tương ứng với vạch D (trong vạch Fraunhofer) có giá trị 589,3 nm. Tương tác spin-orbit (spin-orbit interaction) liên quan đến electron trong orbital 3p chia vạch D thành hai, ở bước sóng 589,0 và 589,6 nm; cấu trúc siêu tinh tế (hyperfine structure) liên quan đến cả hai orbital, hệ quả là tạo ra nhiều vạch hơn.

### Tính chất hóa học
Nguyên tử natri có 11 electron, nhiều hơn 1 electron so với cấu hình eletron của khí hiếm neon. Năng lượng ion hóa thứ nhất và thứ hai lần lượt là 495,8 kJ/mol và 4562 kJ/mol. Do natri có thể dễ dàng giải phóng một electron ngoài cùng để tạo liên kết với các hợp chất khác, nên natri thường tạo thành hợp chất ion dưới dạng cation Na+
.
Natri thường ít phản ứng hơn kali và phản ứng mạnh hơn lithi. Natri nổi trong nước và có phản ứng mãnh liệt với nước tạo ra hydro và natri hydroxide. Nếu được chế thành dạng bột đủ mịn, natri sẽ tự bốc cháy trong không khí tạo ra natri oxide và natri peroxide. Kim loại natri có tính khử mạnh, với thế điện cực chuẩn là −2,71 vôn, nhưng kali và lithi còn có mức âm nhiều hơn. Do đó, để tách natri kim loại từ các hợp chất chứa natri cần sử dụng một lượng năng lượng lớn.

### Đồng vị
Có 20 đồng vị của natri đã được biết đến, tuy nhiên natri chỉ có một đồng vị ổn định là 23
Na. Đồng vị 23
Na được tạo ra trong quá trình đốt cháy carbon trong các ngôi sao khi hai nguyên tử carbon kết hợp lại; quá trình này cần nhiệt độ lớn hơn 600 megakelvin và áp suất do một ngôi sao nặng gấp 3 lần khối lượng Mặt Trời tạo ra. Natri có hai đồng vị vũ trụ phóng xạ là 22
Na, với chu kỳ bán rã là 2,605 năm, và 24
Na, với chu kỳ bán rã là 15 giờ. Tất cả các đồng vị còn lại có chu kỳ bán rã nhỏ hơn một phút.
Ngoài ra, natri có hai đồng phân hạt nhân đã được phát hiện; đồng phân có thời gian tồn tại lâu hơn 24m
Na có chu kỳ bán rã khoảng 20,2 micrôgiây. Bức xạ neutron cấp, như các vụ tai nạn hạt nhân, có thể biến 23
Na trong máu người thành 24
Na. Việc đo hàm lượng 24
Na so với 23
Na có thể giúp xác định liều trị phát xạ neutron cho bệnh nhân.

## Hợp chất

### Muối và oxide
Natri còn có mặt trong nhiều khoáng chất, chẳng hạn amphibol, cryolit, muối mỏ, diêm tiêu, zeolit... Các hợp chất của natri rất quan trọng trong sản xuất thủy tinh, giấy, xà phòng và dệt may. Các hợp chất quan trọng nhất đối với công nghiệp là muối (NaCl), soda khan (Na
2CO
3), muối nở (NaHCO
3), xút ăn da (NaOH), diêm tiêu Chile (NaNO
3), di- và tri-natri phosphat, natri thiosulfat (Na
2S
2O
3 · 5H
2O), và borac (Na
2B
4O
7 · 10H
2O). Trong các hợp chất của nó, natri thường tạo liên kết ion với nước và các anion, và được xem là một acid Lewis mạnh.

Hai hình ảnh tương tự về cấu trúc hóa học của natri stearat, một loại xà phòng.

Xà phòng nói chung là muối của natri với các acid béo. Các xà phòng natri cứng hơn (độ nóng chảy cao hơn) so với xà phòng kali.

### Dung dịch nước

Cấu trúc tinh thể của natri chloride. Cấu trúc này bị phá hủy khi hòa tan trong nước và hình thành khi nước bay hơi.

Natri thường tạo ra các hợp chất tan trong nuớc, như halide, sulfat, nitrat, carboxylat và carbonat. Các loài chứa nước chính là các phức hợp nước [Na(H
2O)
n]+
, với n = 4–8; và n = 6 được chỉ ra từ dữ liệu nhiễu xạ tia X và mô phỏng máy tính.
Việc muối natri kết tủa trực tiếp từ nước hiếm xảy ra vì muối natri thường có tính ái lực cao với nước. Một ngoại lệ là natri bismuthat (NaBiO
3), không tan trong nước lạnh và phân hủy trong nước nóng. Vì muối natri có tính tan cao, chúng thường được cô lập thành chất rắn bằng cách bay hơi hoặc kết tủa dùng dung môi hữu cơ như ethanol; chỉ 0,35 g/L natri chloride hòa tan được trong ethanol. Một số crown ether, như 15-crown-5, có thể sử dụng như là chất xúc tác chuyển pha (phase-transfer catalyst).
Nồng độ natri của một mẫu được xác nhận bởi phương pháp phổ hấp thu nguyên tử hoặc bởi phép đo điện thế sử dụng điện cực chọn lọc ion.

### Electride và natride
Giống như các kim loại kiềm khác, natri hòa tan trong amonia và một số amin để tạo thành dung dịch có màu đậm; sự bay hơi của các dung dịch này để lại một màng natri kim loại sáng bóng. Các dung dịch chứa phức chất [Na(NH
3)
6]+
, với điện tích dương được cân bằng bởi các electride; cryptand cho phép phân lập các phức chất này dưới dạng chất rắn kết tinh. Natri tạo thành phức chất với crown ether, cryptand và các phối tử khác.
Ví dụ, 15-crown-5 có tính ái lực cao với natri vì kích thước khoảng của 15-crown-5 từ 1,7 đến 2,2 angstrom, đủ để chứa một ion natri (1,9 angstrom) Các cryptand, giống như crown ether và các ionophore khác, cũng có tính ái lực cao so với ion natri; các dẫn xuất của alkalide Na−
 có thể thu được bằng cách thêm cryptand vào dung dịch natri trong amonia thông qua phản ứng tự oxy hóa khử.

### Hợp chất cơ-natri

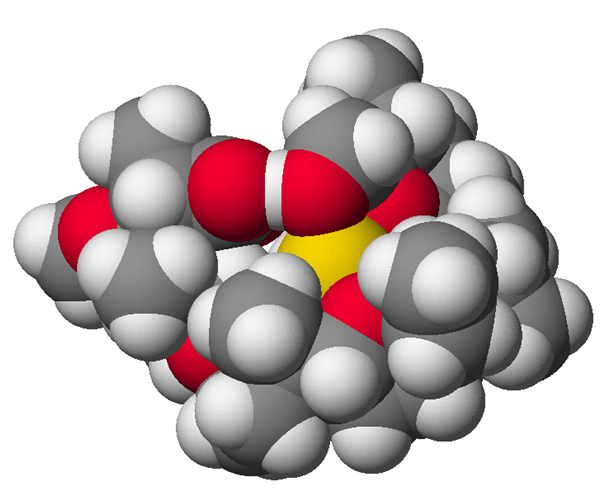
Cấu trúc của phức hợp Na+ (màu vàng) và kháng sinh monensin-A

Nhiều hợp chất cơ-natri đã được điều chế trong hóa học. Do tính phân cực cao của liên kết C–Na nên chúng hoạt động giống như nguồn carbanion (muối có anion hữu cơ). Một số dẫn xuất nổi tiếng bao gồm natri cyclopentadienide (NaC
5H
5) và natri trityl ((C
6H
5)
3CNa). Natri naphthalene, Na+
[C
10H
8•]−
, một chất khử mạnh, được hình thành khi trộn natri và naphtalen trong dung môi ether như tetrahydrofuran hoặc dimethoxyethan.

### Liên kết với kim loại khác
Natri tạo hợp kim với một số kim loại như kali, calci, chì, và một số nguyên tố nhóm 11 và 12. Natri và kali có thể tạo hợp kim KNa
2 và NaK. NaK chứa 46–89% kali và là một chất lỏng ở nhiệt độ thường. NaK là chất dẫn nhiệt và dẫn điện tốt. Hợp kim giữa natri và calci là sản phẩm phụ của quá trình sản xuất natri bằng điện phân hỗn hợp muối NaCl-CaCl
2 và NaCl-CaCl
2-BaCl
2. Calci chỉ trộn hợp một phần với natri, và 1–2% của hỗn hợp trên có thể kết tủa bằng cách làm lạnh hỗn hợp tới 120 °C.
Ở trạng thái lỏng, natri có thể trộn lẫn hoàn toàn với chì. Có nhiều cách để tổng hợp hợp kim natri–chì. Một cách là nấu chảy cả hai kim loại và cách khác là đưa natri vào cathode chì nóng chảy trong môi trường điện phân. NaPb
3, NaPb, Na
9Pb
4, Na
5Pb
2, và Na
15Pb
4 là một số hợp kim natri–chì đựoc biết đến. Natri cũng tạo hợp kim với vàng (NaAu
2) và bạc (NaAg
2). Kim loại nhóm 12 (kẽm, cadmi, và thủy ngân) có thể tạo hợp kim với natri. NaZn
13 và NaCd
2 là hợp kim của kẽm và cadmi. Natri và thủy ngân tạo ra NaHg, NaHg
4, NaHg
2, Na
3Hg
2, và Na
3Hg.

## Lịch sử
Muối ăn là một loại hàng hóa quan trọng trong các hoạt động của con người, các tấm muối đôi khi được giao cho lính La Mã cùng với lương thực của họ. Ở châu Âu thời Trung Cổ, các hợp chất của natri với tên Latinh sodanum đã được sử dụng như là thuốc chữa đau đầu. Tên gọi sodium trong tiếng Anh được cho là có nguồn gốc từ tiếng Ả Rập suda, nghĩa là đau đầu, vì tính chất giảm đau của natri carbonat hay soda được biết đến từ rất sớm.
Mặc dù vậy, natri, đôi khi còn được gọi là soda, đã có một thời gian dài được xem là một hợp chất, bản thân kim loại không được cô lập cho đến năm 1807 khi Humphry Davy cô lập natri bằng cách điện phân natri hydroxide.
Ký hiệu của natri được Jöns Jakob Berzelius công bố đầu tiên trong hệ thống ký hiệu nguyên tử của ông, và có tên trong tiếng Latinh mới là natrium, nhằm ám chỉ tên gọi trong tiếng Hy Lạp của natron, một loại muối tự nhiên ban đầu được làm từ natri carbonat ngậm nước. Về tính lịch sử, natron có nhiều ứng dụng quan trọng trong công nghiệp và gia đình, nhưng sau đó trở nên ít được quan tâm hơn khi có nhiều hợp chất natri khác.

Natri khi cháy cho ra ngọn lửa màu vàng. Từ năm 1860, Kirchhoff và Bunsen nhận thấy độ phản ứng cao của phép thử natri bằng lửa; họ ghi chép quan sát của họ trong Biên niên Vật lý và Hóa học như sau:
Trong căn phòng 60 m3, ở một góc xa nhất so với thiết bị, chúng tôi cho nổ 3 mg natri chlorat với đường sữa trong khi quan sát ngọn lửa không phát sáng trước khe hở. Sau một lúc, ngọn lửa phát sáng màu vàng tươi và biểu thị một vạch natri mạnh; nó biến mất chỉ sau 10 phút. Từ trọng lượng của muối natri và thể tích không khí trong phòng, chúng tôi dễ dàng tính được rằng theo trọng lượng, một phần không khí không thể chứa nhiều hơn 1/20 triệu trọng lượng natri.

## Sự phổ biến
Natri chiếm khoảng 2,6% theo khối lượng của vỏ Trái Đất, là nguyên tố phổ biến thứ sáu nói chung và là kim loại kiềm phổ biến nhất. Nồng độ natri trong nước biển được ước tính là 10,8 gam/lít. Vì natri có độ phản ứng cao nên dạng nguyên tố tinh khiết của natri không bao giờ được phát hiện. Natri có mặt trong nhiều khoáng chất tan tốt trong nước như halite và natron, hoặc một số khoáng chất kém tan hơn như amphibol và zeolite. Natri là nguyên tố phổ biến thứ 15 trong vũ trụ, chiếm 0,002% tổng khối lượng của các nguyên tử trong vũ trụ.

### Trong thiên văn học
Natri nguyên tử có vạch phổ rất mạnh ở phần màu vàng cam của vạch quang phổ (cùng vạch được sử dụng trong đèn hơi natri). Vạch này xuất hiện dưới dạng vạch hấp thụ ở nhiều loại sao, bao gồm cả Mặt Trời. Vạch này được Joseph von Fraunhofer nghiên cứu lần đầu vào năm 1814 trong quá trình ông nghiên cứu các vạch trong quang phổ Mặt Trời, ngày nay được biết đến là các vạch Fraunhofer. Fraunhofer đặt tên cho nó là đường "D", mặc dù ngày nay người ta biết nó thực sự là một nhóm các đường có khoảng cách gần nhau được phân chia bởi một cấu trúc mịn và siêu mịn.
23
Na được tạo ra từ quá trình đốt cháy carbon trong các sao bởi sự hợp hạch của hai nguyên tử carbon; quá trình này cần nhiệt độ trên 600 megakelvin và áp suất do một ngôi sao có khối lượng ít nhất bằng 3 lần khối lượng Mặt Trời tạo ra. Natri là nguyên tố tương đối phổ biến trong các ngôi sao và quang phổ vạch D của nguyên tố này là nằm trong số các vạch rõ nhất từ ánh sáng của các sao.
Trong môi trường liên sao, natri được xác định bằng đường D; mặc dù natri có nhiệt độ hóa hơi cao, sự phổ biến của natri cho phép tàu Mariner 10 phát hiện nguyên tố này trong khí quyển của Sao Thủy. Natri còn được phát hiện trong ít nhất một sao chổi; các nhà thiên văn học trong quá trình quan sát sao chổi Hale–Bopp năm 1997 đã quan sát được đuôi sao chổi bằng natri, nó bao gồm các nguyên tử trung hòa điện và kéo dài khoảng 50 triệu km. Một số nơi khác có sự tồn tại của natri bao gồm tầng ngoài của Mặt Trăng, hay trong khí quyển của một số hành tinh ngoài Hệ Mặt Trời.

## Sản xuất
Có khoảng 100.000 tấn natri kim loại được sản xuất hàng năm. Natri kim loại được sản xuất thương mại đầu tiên năm 1855 bằng cách khử carbon nhiệt từ natri carbonat ở 1.100 °C, hay còn gọi là công nghệ Deville:
Na
2CO
3 + 2C  →  2Na + 3CO
Quá trình liên quan dựa trên sự khử natri hydroxide được phát triển năm 1886.
Natri hiện được sản xuất thương mại bằng phương pháp điện phân natri chloride nóng chảy, theo công nghệ được cấp bằng sáng chế năm 1924. Theo đó, natri được điều chế bằng cách điện phân hỗn hợp muối natri chloride và calci chloride để giảm nhiệt độ nóng chảy xuống 700 °C. Phương pháp này rẻ hơn so với phương pháp Castner (điện phân xút ăn da nóng chảy). Vì calci có độ âm điện cao hơn natri, nên không có cặn calci tại cathode. Nếu cần natri tinh khiết, có thể chưng cất hỗn hợp một lần hoặc nhiều hơn. Phản ứng dưới đây cho thấy quá trình điện phân natri chloride nóng chảy:
2NaCl(l)  →  2Na(l) + Cl
2(k)
Giá natri kim loại cao một phần là do chi phí vận chuyển vật liệu độc hại; cần phải bảo quản natri dưới môi trường khí hiếm khô hoặc trong dầu khoáng để ngăn sự hình thành natri oxide và natri superoxide trên bề mặt kim loại.

## Ứng dụng
Ứng dụng chính của natri nằm trong các hợp chất chứa natri. Một số hợp chất phổ biến của natri là natri chloride, natri hydroxide, và natri carbonat là một chất quan trọng cho sự sống. Natri chloride, được biết đến nhiều hơn như muối ăn, là hợp chất phổ biến nhất của natri và được sử dụng làm các chất chống đông đá, tan đá, chất bảo quản và nấu ăn. Natri bicarbonat được sử dụng chủ yếu trong nấu ăn. Cùng với kali, nhiều dược phẩm quan trọng đã cho thêm natri vào để cải thiện ứng dụng sinh học của chúng; mặc dù trong hầu hết các trường hợp, kali là loại ion tốt hơn, natri được chọn do chi phí và khối lượng nguyên tử thấp. Natri hydride (NaH) được dùng làm base cho nhiều phản ứng khác nhau (như phản ứng trùng ngưng aldol) trong hóa học hữu cơ, và là chất khử trong hóa học vô cơ.
Kim loại natri phần lớn được sử dụng để sản xuất natri borohydride, natri azide, bột chàm và triphenylphosphine. Một ứng dựng từng phổ biến là việc sản xuất chì tetraethyl (từng được sử dụng trong xăng pha chì) và titani, nhưng vì việc loại bỏ chì tetraethyl và phương pháp sản xuất titani mới, việc sản xuất natri giảm sau năm 1970. Natri cũng được sử dụng làm kim loại hợp kim, chất chống cặn, và là chất khử cho kim loại khi những hợp chất khác không phát huy hiệu quả.
Natri còn được sử dụng trong đèn hơi natri, dùng để chiếu sáng thành phố. Tùy thuộc vào áp suất, màu của đèn có thể dao động từ màu vàng dưới áp suất thấp hoặc màu vàng xanh khi áp suất cao. Khi sử dụng một mình hoặc với kali, natri là chất hút ẩm; khi đã hút hết nước từ một chất, natri tạo ra màu xanh với benzophenon.
Trong tổng hợp hữu cơ, natri đóng vai trò là chất khử trong phản ứng khử Birch. Natri khi phản ứng với alcohol sẽ sinh ra alkoxide, và khi natri được hòa tan trong amonia lỏng, hỗn hợp đó có thể khử alkyn thành trans-alken.

### Chất dẫn nhiệt

Biểu đồ pha của NaK, thể hiện nhiệt độ nóng chảy của natri dựa trên sự thay đổi nồng độ kali. NaK với 77% kali là một hỗn hợp eutecti có điểm nóng chảy thấp nhất trong các hợp kim NaK ở −12,6 °C.

Natri kim loại còn được dùng là một chất tải nhiệt trong lò phản ứng nhanh natri, do natri có khả năng dẫn nhiệt tốt và có tiết diện hấp thụ neutron đủ thấp để tạo ra thông lượng neutron cao trong lò phản ứng. Nhiệt độ sôi cao của natri cho phép lò phản ứng hoạt động ở áp suất bình thường. Nhược điểm bao gồm độ mờ đục của nó, gây cản trở việc bảo dưỡng trực quan và tính chất khử mạnh của nó. Natri sẽ nổ khi tiếp xúc với nước, mặc dù trong không khí, natri sẽ cháy nhẹ.
Đồng vị phóng xạ natri-24 có thể sinh ra trong quá trình vận hành nhà máy hạt nhân do quá trình chiếu xạ neutron; quá trình phóng xạ sẽ dừng sau vài ngày một khi hỗn hợp được lấy ra khỏi lò phản ứng. Nếu một lò phản ứng phải dừng hoạt động thường xuyên, thì NaK sẽ được sử dụng. Vì NaK là chất lỏng ở nhiệt độ phòng nên sẽ không đông cứng trong các ống dẫn.
Tuy nhiên, do tính tự bốc cháy của kali, nên cần tăng cường đề phòng và phát hiện khi có rò rỉ. Một ứng dụng khác trong việc dẫn nhiệt là trong xupap của động cơ đốt trong hiệu suất cao; van được bơm đầy một phần với natri và đóng vai trò là ống dẫn nhiệt để làm lạnh xupap.

## Vai trò sinh học

### Natri trong cơ thể người
Trong cơ thể người, natri đóng vai trò là chất điện giải chính với vai trò điều hòa áp suất thẩm thấu và cân bằng thể dịch, cân bằng acid–base, hoạt động điện sinh lý trong cơ, thần kinh và chống lại các yếu tố gây sức ép đối với hệ tim mạch.

#### Dinh dưỡng

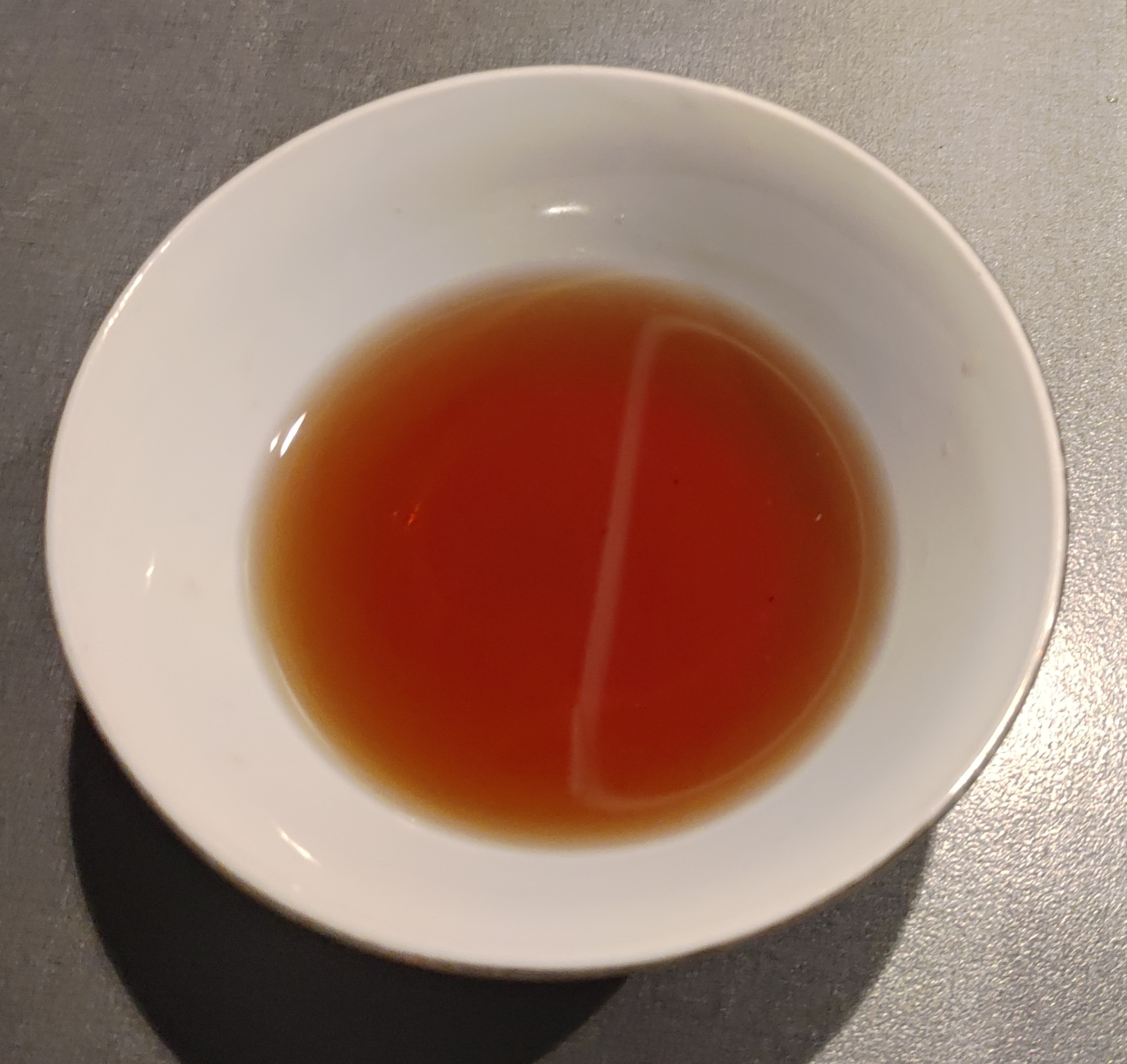
Nước mắm - một loại gia vị có hàm lượng natri cao.

Muối ăn (thường là natri chloride) là nguồn natri chính cho cơ thể, và được sử dụng để gia vị và bảo quản thức ăn. Phần lớn nguồn natri trong dinh dưỡng của người Việt đến từ muối và các gia vị cho vào thức ăn. Một số nguồn natri trong dinh dưỡng khác khác bao gồm natri bicarbonat (hay còn gọi là muối nở), mononatri glutamat (hay còn gọi là mì chính hay bột ngọt), natri nitrit, và natri benzoat.
Tại Mỹ, Viện Y học Hoa Kỳ đặt mức tiêu thụ natri là 2,3 gram mỗi ngày, còn Hội Tim mạch Hoa Kỳ (AHA) khuyến cáo tiêu thụ dưới 1,5 gram natri mỗi ngày. Tuy nhiên, bình quân một người bình thường ở Mỹ tiêu thụ 3,4 gram một ngày. Tổ chức Y tế Thế giới thì khuyến cáo tiêu thụ dưới 5 gram muối một ngày (tương đương với 2.000 mg natri). Tại Việt Nam, lượng muối tiêu thụ bình quân cho một người trưởng thành là khoảng 8,1 gram muối mỗi ngày dựa trên một điều tra vào năm 2021.
Ủy ban Xem xét Lượng tham chiếu Chế độ ăn uống đối với Natri và Kali trực thuộc Viện Hàn lâm Khoa học, Kỹ thuật và Y học Quốc gia Hoa Kỳ đã xác định rằng không có đủ bằng chứng từ nghiên cứu để thiết lập nhu cầu trung bình ước tính (EAR) và nhu cầu dinh dưỡng khuyến nghị (RDA) cho natri. Thay vào đó, ủy ban đề ra Mức tiêu thụ vừa đủ (Adequate Intake, AI) như sau: Mức tiêu thụ vừa đủ natri cho từng lứa tuổi là:
- 110 mg/ngày cho trẻ từ 0–6 tháng;
- 370 mg/ngày cho trẻ từ 7–12 tháng;
- 800 mg/ngày cho trẻ từ 1–3 tuổi;
- 1000 mg/ngày cho trẻ từ 4–8 tuổi;
- 1200 mg/ngày cho thanh niên 9–13 tuổi;
- 1500 mg/ngày cho thanh niên từ 14–18;
- 1500 mg/ngày cho người lớn bất kể tuổi tác hay giới tính.

Tại Việt Nam, mức tiêu thụ vừa đủ chỉ áp dụng cho trẻ từ độ tuổi 0–11 tháng, với 100 mg cho trẻ từ 0–6 tháng và 600 mg cho trẻ từ 6–11 tháng.

#### Tiêu thụ nhiều natri
Tiêu thụ quá nhiều natri có hại cho sức khỏe, do có thể biến đổi hoạt động cơ học của tim. Tiêu thụ nhiều natri có thể gây bệnh thận mạn tính, tăng huyết áp, bệnh tim mạch, và đột quỵ.

#### Tăng huyết áp
Có một mối liên hệ giữa việc tiêu thụ nhiều natri và tăng huyết áp. Nghiên cứu chỉ ra việc giảm 2 gam natri mỗi ngày có thể làm giảm huyết áp tâm thu từ 2 đến 4 mmHg. Việc giảm lượng natri như vậy được ước tính sẽ làm giảm 9–17% số trường hợp tăng huyết áp.
Tăng huyết áp được cho là gây nên 10,4 triệu ca tử vong vào năm 2013. Trong muối có 39,3% natri, phần còn lại là chlor và một số chất khác; vậy trong 5,9 g muối có 2,3 g natri, và trong 8,1 g muối có khoảng 3,2 g natri.
Một nghiên cứu chỉ ra rằng người có hoặc không có huyết cao mà bài tiết ít hơn 3 g natri mỗi ngày trong nước tiểu có nguy cơ tử vong, đột quỵ, và đau tim cao hơn những người bài tiết từ 4 đến 5 g natri. Mức 7 g mỗi ngày hoặc cao hơn ở ngững người bị tăng huyết áp có liên quan đến tỷ lệ tử vong và biến cố tim mạch cao hơn, nhưng điều này không áp dụng cho những người không bị tăng huyết áp. Cục quản lý Thực phẩm và Dược phẩm Hoa Kỳ khuyến cáo rằng những người bị tăng huyết áp hay tiền tăng huyết áp nên giảm lượng natri tiêu thụ hàng ngày xuống 1,5 g.

#### Sinh lý học
Hệ renin-angiotensin điều hòa lượng chất lỏng và nồng độ natri trong cơ thể. Việc giảm huyết áp và nồng độ natri trong thận dẫn đến sản xuất renin, dẫn đến việc sản sinh aldosteron và angiotensin, từ đó kích thích sự tái hấp thụ natri vào mạch máu. Khi nồng độ natri tăng, việc sản sinh renin giảm, và nồng độ natri trở về bình thường.
Ion natri (Na+
) là chất điện giải quan trọng trong việc vận hành neuron và điều hòa thẩm thấu giữa tế bào và dịch ngoại bào (ECF). Điều này được thực hiện ở tất cả các loài động vật nhờ cơ chế vận chuyển Na+
/K+
ATPase, một chất vận chuyển tích cực bơm các ion ngược chiều gradient nồng độ và các kênh natri/kali. Sự chênh lệch của các ion ở trong và ngoài tế bào, được duy trì bởi bơm natri-kali, tạo ra các tín hiệu điện dưới dạng điện thế hoạt động, từ đó duy trì sự co cơ tim và thúc đẩy giao tiếp tầm xa giữa các tế bào thần kinh. Natri là ion kim loại phổ biến nhất trong dịch ngoại bào.
Trong cơ thể người, nếu lượng natri quá thấp trong máu sẽ dẫn đến hạ natri máu, còn nếu quá cao sẽ dẫn đến tăng natri máu. Nguyên nhân xảy ra các hiện tượng trên thường là yếu tố về gen, tuổi tác, hoặc tiêu chảy và nôn mửa kéo dài.

### Vai trò sinh học trong thực vật
Trong nhóm thực vật C4, natri là một nguyên tố vi lượng hỗ trợ quá trình trao đổi chất, đặc biệt là trong việc tái tạo phosphoenolpyruvat và tổng hợp chất diệp lục. Ở những nơi khác, natri thay thế kali trong một số vai trò, chẳng hạn như duy trì áp suất trương nước và hỗ trợ việc đóng mở khí khổng. Natri dư thừa trong đất có thể hạn chế sự hấp thụ nước bằng cách làm giảm thế năng nước, điều này có thể dẫn đến cây bị héo; nồng độ quá lớn trong tế bào chất có thể dẫn đến ức chế enzyme, từ đó gây ra hoại tử và nhiễm chlor.
Để thích nghi, một số thực vật đã phát triển các cơ chế để hạn chế sự hấp thu natri ở rễ, lưu trữ natri trong không bào của tế bào và hạn chế vận chuyển muối từ rễ đến lá. Natri dư thừa cũng có thể được lưu trữ trong mô thực vật già, từ đó hạn chế thiệt hại cho sự sinh trưởng. Cây chịu mặn đã thích nghi để phát triển trong môi trường giàu natri.

## An toàn
Dạng kim loại của natri là chất nổ mạnh trong nước và là chất độc có khả năng liên kết và rời liên kết với nhiều nguyên tố khác. Khi tiếp xúc với nước, natri bốc cháy và sinh ra khí hydro và natri hydroxide; khi tiếp xúc với da và mắt có thể gây bỏng nặng. Natri có thể tự phát nổ khi tác dụng với nước do sự sản sinh khí hydro (có khả năng nổ cao) và natri hydroxide (hòa tan trong nước, giải phóng nhiều bề mặt kim loại hơn). Tuy nhiên, khi natri tiếp xúc với không khí và bốc cháy hoặc đạt đến điểm tự bốc cháy (được báo cáo là xảy ra khi một bể natri nóng chảy đạt khoảng 290 °C) gây ra ngọn lửa tương đối nhỏ. Natri phải được bảo quản trong khí trơ hay dầu mỏ để ngăn phản ứng với hơi nước trong không khí.
Trong trường hợp các miếng natri lớn (không nóng chảy) bốc cháy, phản ứng giữa với oxy sẽ chậm lại do hình thành một lớp bảo vệ. Bình chữa cháy sử dụng nước sẽ làm trầm trọng hỏa hoạn natri hơn. Không nên sử dụng bình chữa cháy chứa carbon dioxide và bromochlorodifluoromethan cho hỏa hoạn natri. Đám cháy kim loại thuộc loại D, nhưng không phải bình chữa cháy loại D nào cũng có thể dập tắt đám cháy natri. Một chất chống cháy hiệu quả cho đám cháy natri là Met-L-X. Chất chống cháy hiệu quả khác gồm Lith-X, chứa bột graphit và phụ gia chống cháy cơ phospho, và cát khô.
Hỏa hoạn do natri trong các lò phản ứng hạt nhân được ngăn chặn bằng cách cô lập natri với không khí dùng các ống chứa khí trơ. Các đám cháy natri thể lỏng quy mô lớn được ngăn chặn bằng các biện pháp gọi là hệ thống khay hứng. Hệ thống thu gom lượng natri rò rỉ vào một bể thu hồi để cách ly lượng natri đang cháy với oxy.
Đám cháy do natri lỏng sẽ nguy hiểm hơn đám cháy do natri rắn, đặc biệt nếu lính cứu hỏa không có nhiều kinh nghiệm xử lý natri lỏng. Trong một báo cáo kỹ thuật cho Cục Cứu hỏa Hoa Kỳ, R. J. Gordon ghi rằng:
Natri nóng chảy cực kỳ nguy hiểm vì tính phản ứng mạnh hơn rất nhiều so với natri dạng rắn. Ở dạng lỏng, mọi nguyên tử natri đều có thể tự do di chuyển để kết hợp ngay lập tức với bất kỳ nguyên tử oxy nào có sẵn hoặc một chất oxy hóa khác, và bất kỳ sản phẩm phụ dạng khí nào cũng sẽ được tạo ra dưới dạng bong bóng khí giãn nở nhanh chóng bên trong khối nóng chảy. Ngay cả một lượng nước nhỏ cũng có thể dẫn đến phản ứng trên. Bất kỳ lượng nước nào được đưa vào một vũng natri nóng chảy đều có khả năng gây ra một vụ nổ dữ dội bên trong khối lỏng, giải phóng hydro dưới dạng khí giãn nở nhanh chóng và khiến natri nóng chảy phun ra khỏi bình chứa.
Quá trình bốc cháy của natri nóng chảy xảy ra ở bề mặt của chất lỏng. Một số loại khí trơ như nitơ hoặc argon có thể được sử dụng để tạo thành một lớp khí trơ trên bề mặt vũng natri lỏng đang cháy, nhưng quá trình này cần phải hết sức nhẹ nhàng. Ngoại trừ natri carbonat, hầu hết các chất chữa cháy dạng bột được sử dụng để dập tắt các đám cháy nhỏ trong các mảnh rắn hoặc vũng nông sẽ chìm xuống đáy, còn natri sẽ nổi lên trên và tiếp tục cháy. Nếu natri đang cháy ở trong một thùng chứa, có thể dập tắt đám cháy bằng cách đậy nắp thùng chứa để cách ly với oxy.